# NOAAS George B. Kelez (R 441)
Le NOAAS George B. Kelez (R 441) était un navire océanographique de la flotte de la NOAA (National Oceanic and Atmospheric Administration) en service de 1972 à 1990. 
Auparavant il était un navire de surveillance halieutique de l'United States Fish and Wildlife Service (USFWS), sous le nom de RV George B. Kelez, de 1962 à 1970 et du National Marine Fisheries Service de 1970 à 1972

## Historique
Avant de devenir un navire de recherche, le navire fonctionnait comme un "Small Cargo Ship" (AKL), d'abord pour l'United States Army sous le nom USAT FS-400 de 1944 à 1950, puis pour le Military Sealift Command de l'US Navy comme USNS AKL-30 (T-AKL-30) de 1950 à 1961 .
Il a été construit au Chantier naval Ingalls de Pascagoula à Pascagoula dans le Mississippi, en 1944. Il a d'abord servi de transporteur des troupes américaines pour le Commandement de la zone Océan Pacifique, puis pour le Military Sealift Command. Il a été rayé du Navy Directory (en) en 1961 et envoyé au Mare Island Naval Shipyard en Californie.

### Service ultérieur
Après une longue carrière à la NOAA, il a été désaffecté fin janvier 1980 et mis en vente.
En avril 1982, la Seafarers School of Seamanship Harry Lundeberg de Brooklyn (État de New York), a acheté le navire et l'a renommé Earl Bull Shepard . L’école, qui a déménagé à Piney Point (Maryland) en 1991, l’a utilisé jusqu’en février 1994, date à laquelle il l’a revendu à des acheteurs étrangers qui l'ont renommé MV Croyance, MV Rest Express en 1997, MV Mon Repos en 1998 et MV Monrepos Express. En 1999, il a de nouveau été nommé MV Croyance. En 2005, MV Croyance a été aperçu dans un état rouillé à Moss Point, dans le Mississippi, portant le port d’immatriculation de San Lorenzo au Honduras. En 2006, la société Omega Protein (en) de Reedville, en Virginie, l’a acquis et l’a enregistré aux États-Unis, l’a rénové pour l’utiliser comme navire de pêche et l'a renommé MV Smuggler's Point . À partir de 2016, Smuggler's Point est resté en service commercial.

### Note et référence
1. ↑  NOAA R/V George B. Kelez - Site Nav Source Online
2. ↑  Histoire du George B. Kelez - Site NOAA Fisheries Service

- (en) Cet article est partiellement ou en totalité issu de l’article de Wikipédia en anglais intitulé « NOAAS George B. Kelez (R 441) » (voir la liste des auteurs).